# Rapaty (Olsztyn)
Rapaty [pronunciación en polaco: /raˈpatɨ/] (en alemán: Rapatten) es un pueblo en el distrito administrativo de Gmina Gietrzwałd, dentro del Distrito de Olsztyn, Voivodato de Varmia y Masuria, en el norte de Polonia. Se encuentra aproximadamente 6 kilómetros al oeste de Gietrzwałd y 24 kilómetros al oeste de la capital regional, Olsztyn.
Hasta 1945, el área era parte de Alemania (Prusia Oriental).